# Риу-Негринью
Риу-Негринью (порт. Rio Negrinho)  —  муниципалитет в Бразилии, входит в штат Санта-Катарина. Составная часть мезорегиона Север штата Санта-Катарина. Входит в экономико-статистический  микрорегион Сан-Бенту-ду-Сул. Население составляет 44 542 человека на 2006 год. Занимает площадь 908,391 км². Плотность населения — 49,0 чел./км².

## История
Город основан 30 декабря 1953 года.

## Статистика
- Валовой внутренний продукт на 2003 составляет 386.443.353,00 реалов (данные: Бразильский институт географии и статистики).
- Валовой внутренний продукт на душу населения на 2003 составляет 9.332,80 реалов (данные: Бразильский институт географии и статистики).
- Индекс развития человеческого потенциала на 2000 составляет 0,789 (данные: Программа развития ООН).

## География
Климат местности: умеренный.